# Ion R. Baciu
Ion R. Baciu (n. 22 martie 1921, Orăștioara de Sus, județul Hunedoara – d. 19 septembrie 2004) a fost un medic român, membru titular al Academiei Române (1993)
A avut contribuții substanțiale în domenii de mare interes ale fiziologiei moleculare integrative: fiziologia imunității, a sângelui, a circulației ș.a.
A făcut cercetări în fiziologia sistemului sangvin și în fiziologia muncii. A investigat eritropoieza și sinteza eritropoietinei.

## Publicații
- Homeostazia oxigenului 1985